# 함평 보림정사 목조여래좌상
함평 보림정사 목조여래좌상(咸平 普林精舍 木造如來坐像)은 대한민국 전라남도 함평군 월야면 보림정사에 있는 조선시대의 불상이다. 2018년 8월 23일 전라남도의 문화재자료 제287호로 지정되었다.

## 지정사유
불상 얼굴에서 풍기는 인상이나 착의법 등은 18세기 전반 활동한 조각승 진열이나 그 계보에 속하는 조각승 작품으로 추정된다.
발원문이 발견되지 않았으나, 방사성탄소 연대 측정 결과 17세기 중반 이후 조성되었고 보존 상태도 좋아 역사적, 학술적, 예술적 가치가 있다.

## 참고 문헌
- 함평 보림정사 목조여래좌상 - 국가유산청 국가유산포털